# Arthur Dehaine
Arthur Dehaine (20 de junho de 1932 - 24 de maio de 2020) foi um político francês.

## Biografia
Contabilista de profissão, Dehaine ingressou na Assembleia Nacional em representação de Oise após a morte de René Quentier em 18 de novembro de 1976. Ele foi derrotado em 1981, mas voltou a conquistar o lugar em 1986 após a morte de Marcel Dassault. Permaneceu no cargo até 2002, sendo sucedido por Éric Woerth. Dehaine também actuou como prefeito de Senlis de 1974 a 2008, após suceder a Jean Reymond.
Em 2002, Dehaine foi nomeado cavaleiro da Legião de Honra.